# استان وارنا
وارنا نام یکی از استان‌های کشور بلغارستان است. مساحت این استان ۳۸۲۰ کیلومتر مربع و جمعیت آن ۴۷۵۰۷۴ نفر است.
همچنین مرکز این استان شهر وارنا است. مهمترین منطقه وارنا، گلدن سندز en:Golden Sands می‌باشد که مردم شهر وارنا طی تابستان درآمد خود را از این منطقهٔ توریستی کسب می‌کنند. این منطقه تنها در تابستان پذیرای توریست و مسافران است زیرا در سایر فصل‌ها و ماه‌ها این منطقه از هوای بسیار سردی برخوردار است به نحوی که‌ایم منطقه را به طور کل تعطیل می‌نمایند.